# (14181) Koromházi
(14181) Koromházi – planetoida z pasa głównego asteroid okrążająca Słońce w ciągu 4,47 lat w średniej odległości 2,71 j.a. Odkryli ją Krisztián Sárneczky i László Kiss 20 listopada 1998 roku w Obserwatorium Piszkéstető. Nazwa planetoidy pochodzi od Beáty Koromházi, matki Krisztiána Sárneckiego.